# Мајкл Финк
Едвард Мајкл „Мајк“ Финк (енгл. Edward Michael "Mike" Fincke; Питсбург, 14. март 1967) је амерички астронаут са највише времена проведеног у свемиру (више од једне године). Говори јапански и руски језик. Ожењен је и има троје деце.